# NGC 949
NGC 949 je galaksija u zviježđu Trokut.

## Vanjske poveznice
- SEDS: NGC 949